# Laurindo Augusto Lemgruber Filho
Laurindo Augusto Lemgruber Filho (Cantagalo, 2 de abril de 1888 — ?, 1º de setembro de 1963) foi um político brasileiro. Exerceu o mandato de deputado federal constituinte pelo Rio de Janeiro em 1934.